# Mariana Limbău
Mariana Limbău (n. 25 august 1977, Vadu Moldovei, Suceava, România) este o caiacistă română, laureată cu bronz la Sydney 2000.